# Geoendomychus hesperus
Geoendomychus hesperus là một loài bọ cánh cứng trong họ Endomychidae. Loài này được Strohecker miêu tả khoa học năm 1959.